# San Felipe-szigeti hutia
A San Felipe-szigeti hutia (Mesocapromys sanfelipensis) az emlősök (Mammalia) osztályának a rágcsálók (Rodentia) rendjébe, ezen belül a hutiák (Capromyidae) családjába tartozó Mesocapromys nem egyik faja. Ez a ritka, a kihalás szélén álló rágcsáló Kuba San Felipe-szigetének mangroveerdőiben található meg. A faj különlegessége, hogy elszigetelt élőhelyén sajátos viselkedési és táplálkozási szokásokat alakított ki. A természetvédők kiemelten foglalkoznak a megőrzésével, mivel a faj élőhelye a klímaváltozás és az emberi tevékenységek miatt veszélyben van.

## Előfordulása
A San Felipe-szigeti hutia kizárólag a Kuba nyugati partjaihoz közeli, kis méretű Pinar del Río-sziget mangroveerdőiben élt. Az utolsó megerősített megfigyelését 1978-ban jegyezték fel, azóta nem találkoztak egyedeivel. Emiatt a faj jelenleg a kihalás kategóriájába sorolható, bár hivatalos megerősítés erről még nem történt.

## Megjelenése
A San Felipe-szigeti hutia szőrzete jellegzetesen szürke színű volt, míg lábai sötétebb, palaszürke árnyalatot mutattak. Testfelépítése robusztus, a mangroveerdők sűrű aljnövényzetéhez és faágaihoz való mozgásra specializálódott. Kerekded testével és erős végtagjaival kitűnően tudott kapaszkodni a fák ágain. Fogazata alkalmas volt a kemény magvak, kéreg és egyéb növényi táplálék elfogyasztására, amely főként a mangroveerdők kínálatából állt.
Farka vastag és mérsékelten hosszú volt, amely az egyensúlyozásban játszhatott szerepet. Szemei közepes méretűek, valószínűleg gyenge fényviszonyok mellett is lehetővé tették a tájékozódást. Fülei kicsik és lekerekítettek voltak, amelyek a mangroveerdők zajos környezetében segíthették a ragadozók észlelését.